# Речная камбала
Речная камбала (лат. Platichthys flesus) — вид лучепёрых рыб семейства камбаловых.
Эта рыба размножается в море, однако большую часть жизни проводит в пресной или солоноватой воде.

## Описание
Тело камбал сплющено. Оба глаза помещаются на одной, верхней, стороне тела. У большинства камбал глаза расположены на правой стороне.  Грудные плавники камбал расположены по обе стороны тела, один из них направлен вверх, а другой — вниз. Максимальная длина тела 60 см, обычно до 50 см. Масса тела — до 2,9 кг.

## Среда обитания
Обитает у побережья Скандинавии, Центральной Европы и Средиземного моря от границы прилива до глубины 55 м, а также в устьях рек и некоторых озёрах у побережья. Встречается от арктического побережья на севере Норвегии до берегов Северной Африки. Может жить как в морской, так и в пресной воде. Речная камбала часто встречается в солоноватых водах морских заливов.

## Образ жизни
Речная камбала держится поодиночке, однако на нерестилищах собирается в большие группы. Как правило, рыба «лежит на боку» в песке или иле, пропуская воду через жабры, расположенные на верхней стороне тела.
Лучшую защиту речной камбале дает умение изменять цвет и приспосабливаться к окружающей среде. В нормальных условиях верхняя сторона тела камбалы коричневая, с жёлтыми, коричневыми или чёрными крапинками. Нижняя сторона тела камбалы белая реже белая с бурыми пятнами. В случае необходимости камбала меняет окраску и может приобрести цвет песка или придонного ила и даже покрыться пятнышками, становясь похожей на гальку. Окраска меняется в течение нескольких дней, поэтому рыба, чтобы лучше замаскироваться, закапывается в песок. Когда камбала плавает, она совершает своим плоским телом волнообразные движения вверх и вниз. Спинной и брюшной плавники также могут участвовать в движении.

## Питание
Питается моллюсками, ракообразными, червями и другими животными.
У речной камбалы очень сильные зубы, и благодаря этому она может питаться животными, имеющими твердый панцирь, например в состав рациона входят сердцевидки и крабы.

## Жизненный цикл
Половой зрелости достигает в возрасте 3—5 лет. Речная камбала нагуливается в пресной и солоноватой воде, однако размножается она в море. Нерест происходит на глубине 5—75 м. Нерест: с февраля по май (в зависимости от температуры воды). Плодовитость колеблется от 200 тысяч до 2,5 миллионов икринок в зависимости от размера самок. Инкубационный период при температуре 2 °С продолжается около 30 дней. Икра пелагическая, диаметром 0,8—1,3 мм. Личинки пелагические, питаются мелкими планктонными организмами. У личинок глаза расположены по обеим сторонам головы. Личинки камбалы имеют такое же симметричное строение тела, как и другие рыбы. По достижении длины 10 мм происходит метаморфоз и молодь переходит к придонному образу жизни.

## Интересные факты
- Верхняя сторона тела камбалы содержит особый пигмент, поэтому рыба может изменять цвет и приспосабливаться к любому грунту. Положенная на шахматную доску, она также пытается приспособиться к фону и образует на теле светлые и темные пятна.[источник не указан 2487 дней]
- Большая часть камбал ложится на левую сторону тела. Однако иногда встречаются «перевернутые» особи, лежащие на правом боку.
- Иногда речная камбала скрещивается с другими видами рыб из семейства камбаловых. У такого потомства появляются черты обоих родителей.
- Взрослые речные камбалы, чтобы попасть на нерестилище, нередко преодолевают огромные расстояния. Во время такого путешествия они теряют до 10 % своей массы.